# Christophe Ettori
Pour les articles homonymes, voir Ettori.
Christophe Ettori, né le 14 décembre 1977 à Ajaccio (Corse), est un footballeur et un dirigeant du football français. 
Il est un temps directeur sportif puis président, vers 2019, du Gazélec Ajaccio.

## Biographie
Christophe Ettori a joué 117 matchs en Ligue 2 sous les couleurs de Cannes, Gueugnon et Créteil. Son poste de prédilection est milieu de terrain. À partir de la saison 2007-2008 et son retour au Gazélec, il évolue en défense centrale.
Le 21 juin 2013, alors directeur sportif du Gazélec Ajaccio, il est condamné par le tribunal correctionnel d'Ajaccio à 10 mois de prison avec sursis et 3 ans d'interdiction de stade, pour injures à caractère raciste et violence aggravée à caractère raciste en lien avec une manifestation sportive. Il écope également d'une amende de 5000 euros.
Réputé proche du gang ajaccien du Petit Bar, il est mis en cause dans l'assassinat d'Antoine Nivaggioni le 18 octobre 2010. En 2018, il est condamné à cinq ans de prison avec sursis par la cour d'assises d'Aix-en-Provence en 2018, en raison de son rôle d'intermédiaire dans la location d'un appartement qui a servi à surveiller la victime,,.
En mars 2023, il est de nouveau condamné, ainsi que son successeur à la présidence du club ajaccien Mathieu Messina, à six mois de prison ferme pour « travail dissimulé » et « abus de biens sociaux ».

## Carrière
- 1994-1998 :  Toulouse FC (jeunes puis CFA)
- 1998-2001 :  AS Cannes (57 matchs et 4 buts en L2)
- 2001-2002 :  FC Gueugnon (25 matchs et 1 but en L2)
- 2002-2003 :  US Créteil-Lusitanos (34 matchs et 3 buts en L2)
- 2003-2004 :  Gazélec Ajaccio (3 matchs en National)
- 2004-2005 :  AEK Larnaca
- 2005-2007 :  Sporting Toulon Var (47 matchs et 2 buts en National)
- 2007-2009 :  Gazélec Ajaccio (CFA)[6]